# Orquesta de las Nubes
Orquesta de las Nubes es un grupo de música experimental español formado en 1980 por el guitarrista Suso Saiz, el percusionista Pedro Estevan y la soprano María Villa. Publicó tres discos: Me paro cuando suena (Linterna Música, 1983), El orden del azar (Linterna Música, 1985) y Manual del usuario (Grabaciones Accidentales, 1987).
Entre otros músicos, colaboró con la Orquesta el cantautor Pablo Guerrero.
En 1982, el crítico José Manuel Costa definió a la Orquesta como «una de las agrupaciones más interesantes y coherentes de algo que malamente puede llamarse música clásica o moderna. Digámosle vanguardista para entendernos».